# The Prince's Trust
The Prince’s Trust est une organisation caritative fondée par le roi Charles III, alors prince Charles, prince de Galles, en 1976. Son but est d’aider des jeunes ayant besoin de soutien (formation, éducation, retour à l'emploi).
Il s’agit d’une institution importante au Royaume-Uni, qui a aidé plus d'un million de jeunes en 40 ans, et accompagné 125 000 entrepreneurs qui ont créé leur propre entreprise.

## Historique
The Prince’s Trust est fondé en 1976. En 1982 a lieu à Birmingham un concert de  Status Quo au profit de l’association. En 1986 est organisé un concert à Wembley avec de nombreux artistes, comme Elton John, Phil Collins et George Harrison. En 1988, un appel aux dons de 40 millions de livres est fait à l’occasion des 40 ans du roi Charles III. En 1996 a lieu le premier concert à Hyde Park. En 2009, The Prince’s Trust est critiqué pour avoir fait un don de plus de 10 000 livres au Parti conservateur. Une commission a été saisie pour vérifier que cela ne contrevenait pas à la loi britannique. En 2011, The Prince’s Trust fusionne avec un autre organisme caritatif, Fairbridge ; en 2013, le roi Charles III ouvre un centre à Cardiff ; en 2016, l’association fête ses 40 ans.

## Collaboration avec des artistes
Le Prince's Trust a travaillé avec des artistes tels que :
- 1982 : Status Quo, Jethro Tull, Madness, Pete Townshend, Phil Collins, Robert Plant, Kate Bush, Midge Ure, Mick Karn, Gary Brooker
- 1985 : Dire Straits
- 1986 : Big Country, David Bowie, Mick Jagger, Elton John, Eric Clapton, Howard Jones, Joan Armatrading, Level 42, Mark Knopfler, Midge Ure, Paul McCartney, Paul Young, Phil Collins, Rod Stewart, Suzanne Vega, Tina Turner, Sting, Ray Cooper
- 1987 : Alison Moyet, Ben E. King, Bryan Adams, Curiosity Killed the Cat (en), Elton John, Eric Clapton, George Harrison, Go West, Labi Siffre, Level 42, Midge Ure, Phil Collins, Ringo Starr, Tony Hadley, Jeff Lynne, Ray Cooper
- 1988 : Bee Gees, Black, Elton John, Eric Clapton, Howard Jones, Joe Cocker, Leonard Cohen, Mark Knopfler, Midge Ure, Peter Gabriel, Phil Collins, Rick Astley, T'Pau, Wet Wet Wet, Brian May
- 1989 : Joan Baez, Andy Bell, Beverley Brown, City of Birmingham Symphony Orchestra, Will Downing, John Farnham, Tony Hadley, Nigel Kennedy, Nichola Kerr, Level 42, Ladysmith Black Mambazo, Mike + The Mechanics, Van Morrison, Anne Nightingale (en), Alexander O'Neal, Mica Paris (en), Dashiell Rae, Swing Out Sister
- 1990 : Wet Wet Wet, Big Country, Roachford (en), Lenny Kravitz, And Why Not (en), Moody Blues, Pasadenas, The Chimes, Oleta Adams, Taylor Dayne, Chaka Khan, Lisa Stansfield
- 2014 : Beyoncé
- 2017 : Cheryl Cole[7]
- 2018 : Muse[8]

## Polémique
Edzard Ernst critique le prince Charles, estimant qu'il fait la promotion des thérapies alternatives, et qu'il induit le public en erreur. Il l'accuse notamment de vendre, via l'entreprise The Prince’s Trust qui commercialise des produits issus de son exploitation agricole biologique, des remèdes de détoxication douteux à base de plantes (pissenlit, artichaut), sans fondement scientifique et d'être un « snake oil salesman » (marchand de poudre de perlimpinpin). Ernst a critiqué ouvertement le Rapport Smallwood (en) paru en 2005 et a été accusé par le secrétaire privé du Prince Charles d'avoir rompu un accord de confidentialité concernant ce rapport. L'enquête réalisée par l'université d'Exeter a été très désagréable pour lui et bien qu'elle ait accepté son innocence, il dit être devenu persona non grata et ses financements ont été coupés. Il se retire en 2011, deux ans avant la fin de son poste.[réf. nécessaire]
Avec la sortie de son livre More Harm Than Good? en 2018, Ernst critique de nouveau le prince Charles, lequel est depuis longtemps partisan de l'homéopathie et se fait aussi le défenseur d'autres pratiques pseudo-scientifiques telles que l'iridologie. La maison royale a répondu que le livre dénaturait les positions du Prince et qu'il n’était pas étonnant que ce livre soit plus critique que lui sur les médecines alternatives étant donné son titre et son objet.